# 黎曼级数定理
黎曼级数定理（亦称黎曼重排定理），是一个有关於无穷级数性质的数学定理，得名于19世纪德国著名数学家波恩哈德·黎曼。黎曼级数定理说明，如果一个实数项无穷级数若是条件收敛的，它的项在重新排列後，重新排列後的级数收敛的值可以收斂到任何一个给定的值，甚至发散。
许多有限项级数具有的性質，在一般的无穷级数不一定滿足，例如一般的有限项级数可以重新排列各項，其級數和不會改變，但在无穷级数中，只有绝对收敛的无穷级数才可以重新排列各項而不改變收斂值。

## 相关定义
给定无穷级数{\displaystyle \sum _{n=1}^{\infty }a_{n}}，其部分和为：{\displaystyle S_{n}=\sum _{k=1}^{n}a_{k}}。如果部分和的数列
{\displaystyle \left\{S_{1},\ S_{2},\ S_{3},\dots \right\}}
收敛于某个数值：{\displaystyle \ell }，则级数收敛。也就是说，对于任何的{\displaystyle \epsilon >0}，总存在一个整数N，使得如果{\displaystyle n\geq N}，则
{\displaystyle \left|S_{n}-\ell \right\vert \leq \ \epsilon }.
那么级数{\displaystyle \sum _{n=1}^{\infty }a_{n}}收敛。如果级数{\displaystyle \sum _{n=1}^{\infty }a_{n}}收敛，但级数{\displaystyle \sum _{n=1}^{\infty }\left|a_{n}\right\vert }发散，则称此级数是条件收敛的。:149

## 定理的陈述
假设{\displaystyle \sum _{n=1}^{\infty }a_{n}}是一个条件收敛的无穷级数。对任意的一个实数{\displaystyle C}，都存在一种从自然数集合到自然数集合的排列{\displaystyle \sigma :\,\,n\mapsto \sigma (n)}，使得
{\displaystyle \sum _{n=1}^{\infty }a_{\sigma (n)}=C.}
此外，也存在另一种排列{\displaystyle \sigma ':\,\,n\mapsto \sigma '(n)}，使得
{\displaystyle \sum _{n=1}^{\infty }a_{\sigma '(n)}=\infty .}
类似地，也可以有办法使它的部分和趋于{\displaystyle -\infty }，或没有任何极限。:192
反之，如果级数是绝对收敛的，那么无论怎样重排，它仍然会收敛到同一个值，也就是级数的和。:193
簡單來說，你可以藉由調換數列的其中幾項，使得這個新數列的級數的極限與原數列的不同；但是，這個方法可行的前提是原級數條件收斂，如果原級數絕對收斂的話，那麼這個方法就行不通。

## 例子
交错调和级数是条件收敛级数的一个经典的例子：
{\displaystyle A_{h}=\sum _{n}{\frac {(-1)^{n+1}}{n}}}
收敛，而
{\displaystyle S_{h}=\sum _{n}{\bigg |}{\frac {(-1)^{n+1}}{n}}{\bigg |}=\sum _{n}{\frac {1}{n}}}
是调和级数它是发散的（因為abs((-1)ⁿ)=1, for n in N（註：abs為絕對值absolute value之意）。虽然在标准的表示法中，交错调和级数收敛于ln(2)，我们可以把它的项重新排列，使它收敛于任何一个数，甚至发散。例如，如果排列为以下的形式，
{\displaystyle \left(1-{\frac {1}{2}}\right)-{\frac {1}{4}}+\left({\frac {1}{3}}-{\frac {1}{6}}\right)-{\frac {1}{8}}+\left({\frac {1}{5}}-{\frac {1}{10}}\right)-{\frac {1}{12}}+\cdots }
那么这时的和等于{\displaystyle \sum _{n=0}^{\infty }\left({\frac {1}{2n+1}}-{\frac {1}{4n+2}}-{\frac {1}{4n+4}}\right)=\sum _{n=0}^{\infty }\left({\frac {1}{4n+2}}-{\frac {1}{4n+4}}\right)={\frac {1}{2}}\sum _{n=1}^{\infty }{\frac {(-1)^{n+1}}{n}}}
可以看出，它的和是原来的和的一半。:153-154:108-111

### 趋近任一个实数

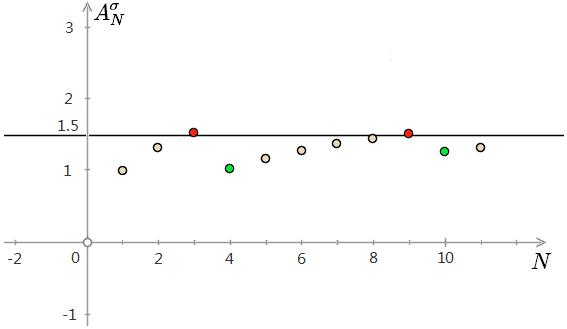
将交错调和级数重排趋向1.5的步骤：从1开始，将正项按顺序相加，直到超过1.5（红点处），然后加入负项，直到低于1.5（绿点），再开始累加正项……

用不同的排列方法，可以让交错调和级数趋向任意一个给定的实数。事实上，由于调和级数{\displaystyle \sum _{n}{\frac {1}{n}}}是发散的，它的部分和可以近似估计为：
{\displaystyle S_{N}=1+{\frac {1}{2}}+{\frac {1}{3}}+{\frac {1}{4}}+\cdots =\sum _{n=1}^{N}{\frac {1}{n}}=\gamma +\ln N+o(1),}
其中{\displaystyle o(1)}表示一个当N趋于无穷大时的无穷小，{\displaystyle \gamma }指欧拉常数。如果将调和级数{\displaystyle A_{h}}中所有负项（也就是所有偶数项）相加，得到的级数会是：
{\displaystyle A_{h}^{-}=-{\frac {1}{2}}-{\frac {1}{4}}-{\frac {1}{6}}-{\frac {1}{8}}\cdots =-{\frac {1}{2}}\left(1+{\frac {1}{2}}+{\frac {1}{3}}+{\frac {1}{4}}+\cdots \right)}
它的部分和是：
{\displaystyle A_{N}^{-}=-\sum _{n=1}^{N}{\frac {1}{2n}}=-{\frac {1}{2}}\gamma -{\frac {1}{2}}\ln N+o(1),}
因此所有正项相加的级数{\displaystyle A_{h}^{+}=1+{\frac {1}{3}}+{\frac {1}{5}}+{\frac {1}{7}}+\cdots }的部分和是：
{\displaystyle A_{N}^{+}=A_{N}-A_{N}^{-}=\ln 2+{\frac {1}{2}}\left(\gamma +\ln N\right)+o(1),}
这也是一个发散级数，趋向正无穷。因此，对任意给定的正实数{\displaystyle C}，可以使用以下的算法来构造出趋向{\displaystyle C}的重排级数{\displaystyle A^{\sigma }}的每一项：
1. 从第一项起，将{\displaystyle A_{h}}中的正项（奇数项）从前往后放入，一直放到超过{\displaystyle C}为止：必定存在一个自然数{\displaystyle N_{1}}，使得{\displaystyle A_{N_{1}-1}^{+}\leqslant C+<A_{N_{1}}^{+}}（假设{\displaystyle A_{0}=0}）。将第1至第{\displaystyle N_{1}}项定义为：
{\displaystyle \forall k=1,2,\cdots ,N_{1},\,\,\sigma (k)=2k-1}
2. 从第{\displaystyle N_{1}+1}项开始，将{\displaystyle A_{h}}中的负项（偶数项）从前往后放入，一直放到小于{\displaystyle C}为止：必定存在一个自然数{\displaystyle N_{2}>N_{1}}，使得{\displaystyle A_{N_{1}}^{+}+A_{N_{2}-N_{1}-1}^{-}\leqslant C+<A_{N_{1}}^{+}+A_{N_{2}-N_{1}}^{-}}。将第{\displaystyle N_{1}+1}至第{\displaystyle N_{2}}项定义为：
{\displaystyle \forall k=N_{1}+1,N_{1}+2,\cdots ,N_{2},\,\,\sigma (k)=2k-2N_{1}}

交替重复这两步来重排级数，可以将重排级数的部分和{\displaystyle A_{N_{k}}^{\sigma }}保持在{\displaystyle C}上下，而因为{\displaystyle A_{N_{k}}^{\sigma }}是重复第k步时首次“跨过”{\displaystyle C}时候的值，因而它与{\displaystyle C}的差距必定不超过“跨越”时的“步长”，也就是{\displaystyle {\frac {1}{N_{k}}}}。随着{\displaystyle N_{k}}越来越大，{\displaystyle A_{N_{k}}^{\sigma }}与{\displaystyle C}的差距也会越来越趋近于0. 因此使用这个算法构造出来的重排级数{\displaystyle A^{\sigma }}最终会收敛于{\displaystyle C}。:111-113

## 证明
对一般的条件收敛级数，也可以用以上的算法来证明黎曼级数定理。上文中有关交错调和级数的算法之所以成立，原因有二：首先，所有正项构成的级数发散到正无穷大，所有负项构成的级数发散到负无穷大，所以每次超出（低于）目标值{\displaystyle C}以后，只要不停地累加，必然能够再次低于（超出）目标值{\displaystyle C}；其次，调和级数是由{\displaystyle {\frac {1}{n}}}相加而成，而随着{\displaystyle n}趋向无穷，{\displaystyle {\frac {1}{n}}}趋向于0，也就是说“步长”趋向0，所以最终能够收敛。所以只需要证明，任何条件收敛级数都满足这两个性质：
1. 所有正项构成的级数和所有负项构成的级数都是发散的；
2. 级数的项随着项数趋于无穷而趋于0.

就能证明黎曼级数定理成立了。
设有给定的条件收敛级数{\displaystyle A=\sum _{n}a_{n}}，级数和为{\displaystyle S}。为了简便起见，假设{\displaystyle A}中每一项都不等于0（否则可以随意将它们重排在任何地方）。{\displaystyle A}中的正项和负项必定都有无穷多个。将{\displaystyle A}中所有大于0的项按照它们原来在{\displaystyle A}中的顺序重新标号排列，可以得到由所有正项排列而成的级数{\displaystyle A^{+}=\sum _{n}a_{n}^{+}}。同样可以建立由所有负项排列而成的级数{\displaystyle A^{-}=\sum _{n}a_{n}^{-}}。
{\displaystyle A^{+}}是一个正项级数，所以它要么收敛到某个定值，要么发散到正无穷大。假设{\displaystyle A^{+}}收敛到某个定值{\displaystyle S^{+}}，那么可以证明{\displaystyle A^{-}}也是收敛级数，级数和为{\displaystyle S-S^{+}}。因而可以证明，级数{\displaystyle \sum _{n=1}^{\infty }|a_{n}|=A^{+}-A^{-}}也是收敛级数，这与{\displaystyle A}是条件收敛级数的设定矛盾。所以，{\displaystyle A^{+}}发散到正无穷大。同理可证，{\displaystyle A^{-}}发散到负无穷大。:154-155
设{\displaystyle A=\sum _{n}a_{n}}是一个条件收敛的级数，级数和为{\displaystyle S}。这说明，级数{\displaystyle A}的部分和{\displaystyle S_{N}=\sum _{n=1}^{N}a_{n}}趋向极限{\displaystyle S}。所以对任意{\displaystyle \epsilon >0}，存在自然数{\displaystyle M>0}使得对任意{\displaystyle N>M}，都有：
{\displaystyle |S_{N}-S|<\epsilon .}
所以对任意{\displaystyle N>M+1}，
{\displaystyle |a_{N}|=|S_{N}-S_{N-1}|\leqslant |S_{N}-S|+|S_{N-1}-S|<2\epsilon .}
这说明当{\displaystyle N}趋于无穷大时，{\displaystyle a_{N}}趋于0.
证明了性质一与性质二後，就可以用上文提到的算法构造趋向任何实数甚至发散的重排方式。对于任意实数{\displaystyle C}，不妨假设{\displaystyle C\geqslant 0}. 首先将{\displaystyle A^{+}}的项按顺序累加，直到部分和超过{\displaystyle C}为止，然后再将{\displaystyle A^{-}}的项按顺序累加在其後，直到部分和小于{\displaystyle C}为止，接着再将{\displaystyle A^{+}}剩余的项按顺序累加在其後，直到部分和超过{\displaystyle C}为止……这个算法可以一直进行下去，因为根据性质一，{\displaystyle A^{+}}和{\displaystyle A^{-}}都是发散的。而在执行算法的过程中，部分和与{\displaystyle C}会越来越接近。因为无论是在部分和低于{\displaystyle C}，逐项增加到超过{\displaystyle C}的过程中，还是在部分和超过了{\displaystyle C}，逐项减少到低于{\displaystyle C}的过程中，部分和与{\displaystyle C}的差距（绝对值）都不超过前一次“跨越”{\displaystyle C}值的那一刻，部分和与{\displaystyle C}的差距。而这个差距又小于等于部分和“跨越”{\displaystyle C}值时的“步长”。假设第{\displaystyle k}次“跨越”的是在累加第{\displaystyle N_{k}}项的时候发生的，那么直到第{\displaystyle k+1}次“跨越”时，部分和与{\displaystyle C}的差距都小于等于{\displaystyle a_{N_{k}}}。随着{\displaystyle k}趋于无穷大，{\displaystyle N_{k}}也趋于无穷大，因而根据性质二，{\displaystyle a_{N_{k}}}趋于0，也就是说部分和与{\displaystyle C}的差距趋于0。这等价于说重排後的级数{\displaystyle A^{\sigma }}收敛于{\displaystyle C}。
如果{\displaystyle C<0}，只需要将算法中的正负项颠倒即可。如果将算法中第{\displaystyle k}次累加正项要超越的值从{\displaystyle C}改为{\displaystyle C+k}，然后累加负项直到低于{\displaystyle C+k}，再开始第{\displaystyle k+1}次累加正项直到超越{\displaystyle C+k+1}，如此以往，就能得到发散到正无穷大的重排级数。反之也能得到发散到负无穷大的重排级数。而如果将算法中每次累加正项要超过的值设为1，将每次累加负项要低于的值设为0，那么重排级数的值将在0和1左右上下反复摆动，从而不收敛于任何定值。这就是黎曼级数定理。:193-197:154-156

## 推廣
此定理可推廣至斯坦尼兹定理。給定一個複數收斂級數∑ an，則重排後的級數∑ aσ (n)之和有以下幾種可能：
- 級數∑ an為絕對收斂，所以任何重排後的級數和都收斂到同一個值。
- 級數∑ an為條件收斂。令S為所有重排級數之和的集合，則S要不為整個複數平面C，要不為複數平面上C上的一條線L

{\displaystyle L=\{a+tb:t\in \mathbf {R} \},\quad a,b\in \mathbf {C} ,\ b\neq 0}
更一般的說，給定一個有限維度實向量空間E，考慮其向量組成的收斂級數，則重排級數之和的集合為E的仿射子空間。